# Яблоновый Гай
Яблоновый Гай — село в Ивантеевском районе Саратовской области, административный центр сельского поселения Яблоново-Гайское муниципальное образование.
Население — 605 (2010) человек.

## История
Первоначально известно как село Яблонный Гай. Казённое село Яблонный Гай упоминается в Списке населённых мест Российской империи по сведениям за 1859 год. Село находилось по просёлочному тракту из города Николаевска в Самару и относилось к Николаевскому уезду Самарской губернии. В селе проживали 644 мужчины и 765 женщин. Согласно Списку населённых мест Самарской губернии по сведениям за 1889 год село Яблонный Гай относилось к Мостовской волости Николаевского уезда Самарской губернии. В селе проживало 1835 жителей. Земельный надел составлял 5073 десятины удобной и 988 десятин неудобной земли, имелось церковь и 2 ветряные мельницы. Согласно переписи 1897 года в селе проживало 1990 человек, из них: 980 православных и 1010 старообрядцев
Согласно Списку населённых мест Самарской губернии 1910 года село Яблонный Гай относилось к Канаевской волости, село населяли бывшие удельные крестьяне, русские, преимущественно православные и старообрядцы, 1101 мужчина и 1076 женщин, в селе имелись православная, единоверческая и старообрядческая церкви, церковно-приходская школа, 2 ветряные мельницы, земская станция.

## Физико-географическая характеристика
Село находится в Заволжье, на правом берегу реки Большой Иргиз. Юго-западнее села расположено небольшое озеро Солёное. У озера и на противоположном берегу Иргиза сохранился пойменный лес. Высота центра населённого пункта - 35 метров над уровнем моря. Рельеф местности равнинный. Почвы: в пойме Большого Иргиза - пойменные нейтральные и слабокислые; на прилегающей территории - чернозёмы южные.
Село расположено в восточной части Ивантеевского района, в 35 км по прямой от районного центра села Ивантеевка. По автомобильным дорогам расстояние до районного центра составляет 47 км, до областного центра города Саратов - 320 км, до Самары - 180 км.

## Население
Динамика численности населения по годам:
| Годы      | 1859 | 1889 | 1897 | 1910 | 2002 |
| --------- | ---- | ---- | ---- | ---- | ---- |
| Население | 1409 | 1835 | 1990 | 2177 | 690  |

| 2002 | 2010 |
| ---- | ---- |
| 272  | ↘212 |

Национальный состав
Согласно результатам переписи 2002 года русские составляли 92 % населения села.